# Парканы (Пермский край)
Парканы — деревня в Лысьвенском городском округе Пермского края России.

## Географическое положение
Деревня расположена в южной части Лысьвенского городского округа на расстоянии примерно 11 километров на юго-запад от поселка Кормовище.

## История
По местным данным деревня уже существовала в конце 19 века. В начале 20 века это было небольшое поселение примерно в двух километрах от старинного села Матвеево. По данным переписи 1926 года в деревне было 21 хозяйство, проживало 94 жителя. В 1930-е годы в Парканах был организован колхоз имени 17-го партсъезда. В конце 1950-х паркановский колхоз ликвидировали и на его месте организовали отделение колхоза им. Ленина, базировавшегося в селе Матвеево. Ныне деревня имеет дачный характер. 
С 2004 до 2011 гг. деревня входила в Кормовищенское сельское поселение Лысьвенского муниципального района.

## Климат
Климат умеренно-континентальный. Среднегодовая температура воздуха равна: +1,7оС; продолжительность безморозного периода: 165 дней; средняя мощность снегового покрова: 50 см; средняя глубина промерзания почвы: 123 см. Устойчивый снежный покров сохраняется с первой декады ноября по последнюю декаду апреля. Средняя продолжительность снежного покрова 160—170 дней. Средняя из наибольших декадных высот снежного покрова за зиму — 50 см. Средняя максимальная температура самого жаркого месяца: + 24,4оС. Средняя температура самого холодного месяца: — 17,4оС.

## Население
Постоянное население составляло 17 человек (94% русские) в 2002 году, 9 человек в 2010 году, 6 человек в 2018.